# Silentvalleya nairii
Genre
Espèce
Silentvalleya nairii est une espèce de plantes monocotylédones de la famille des Poaceae, famille des Chloridoideae, originaire de l'Inde. C'est la seule espèce acceptée du genre (genre monotypique).
Ce genre est l'un des deux genres de plantes endémiques de la réserve de biosphère des Nilgiris.
Ce sont des plantes herbacées vivaces, cespiteuses, de 40 à 100 cm de haut.
Le nom générique, Silentvalleya, fait référence au site géographique où l'espèce a été découverte, la réserve forestière de Silent Valley (État du Kerala).